# 细裂芹
细裂芹（学名：Harrysmithia heterophylla）为伞形科细柄芹属的植物，为中国的特有植物。分布于中国大陆的四川等地，生长于海拔3,300米的地区，多生长在高山草地，目前尚未由人工引种栽培。